# Eva Prawitz
Eva Prawitz (* 13. September 1920; † 14. August 2013) war eine deutsche Eiskunstläuferin, die 1950 an der Seite von Horst Faber deutsche Eistanzmeisterin wurde.

## Leben
Eva Prawitz wurde als Tochter eines ostpreußischen Rittergutsbesitzers 1920 geboren. Sie trainierte Eiskunstlauf in Mittenwalde, dort lernte sie auch Horst Faber kennen. Mit Otto Weiß gewann sie 1937 die Deutsche Paarlauf-Meisterschaft. Dann wurde sie Partnerin von Theo Lass im Eistanz. Zwei Jahre hintereinander (1937/1938) ertanzten sich Prawitz/Lass die Deutsche Meisterschaft.
1945 zog sie nach Garmisch, dort wurde sie Mitglied in der Eisrevue des Casa Carioca. Dort traf sie Horst Faber wieder, den sie 1950 heiratete und mit dem sie 1950 Eistanzmeisterin wurde.
Eva Prawitz arbeitete auch als Schauspielerin. Bis 1945 gehörte sie zum Ensemble des Berliner Renaissance-Theaters. Sie wirkte unter anderem im Film Kleine Mädchen – große Sorgen (1941) mit.

## Filmografie (Auswahl)
- 1955: Ein Herz voll Musik